# Hanna Balabanova
Hanna Serhiïvna Balabanova (in ucraino Ганна Сергіївна Балабанова?; 10 dicembre 1969) è un'ex canoista ucraina.
Ha vinto un bronzo alle Olimpiadi di Atene 2004 nel K4 500 m.

## Palmarès
- Olimpiadi

Atene 2004: bronzo nel K4 500 m.
- Mondiali

2001 - Poznań: bronzo nel K4 1000 m.
- Campionati europei di canoa/kayak sprint

Milano 2001: oro nel K4 1000m.